# Ruotsalainen (ö)
Ruotsalainen är en ö i Finland.   Den ligger i kommunen Nådendal i den ekonomiska regionen  Åbo ekonomiska region  och landskapet Egentliga Finland, i den sydvästra delen av landet, 180 km väster om huvudstaden Helsingfors. Arean är 3,4 kvadratkilometer.
Terrängen på Ruotsalainen är mycket platt. Öns högsta punkt är 35 meter över havet. Den sträcker sig 1,9 kilometer i nord-sydlig riktning, och 3,6 kilometer i öst-västlig riktning.